# Die verlorene Ehre der Katharina Blum
Die verlorene Ehre der Katharina Blum o sencer Die Verlorene Ehre der Katharina Blum oder: Wie Gewalt entstehen und wohin sie führen kann (en alemany L'honor perdut de Katharina Blum o: com es desenvolupa la violència i on pot conduir) és una pel·lícula alemanya del 1975 basada en la novel·la homònima de Heinrich Böll, adaptada al cinema i dirigida per Volker Schlöndorff i Margarethe von Trotta. Schlöndorff i von Trotta van escriure el guió amb un èmfasi en el tracte venjatiu i dur d'una dona innocent per part del públic, la policia i els mitjans de comunicació. La pel·lícula és protagonitzada per Angela Winkler com Blum, Mario Adorf com el Kommissar Beizmenne, Dieter Laser com Tötges, i Jürgen Prochnow com Ludwig. La pel·lícula i la novel·la també es van adaptar a un telefilm estatunidenc titulat The Lost Honor of Kathryn Beck el 1984.

## Argument
Katharina Blum és una dona innocent que treballa com a mestressa de casa per a un famós advocat corporatiu, Hubert Blorna, i la seva dona Trude. La seva vida està arruïnada per un reporter invasor, Werner Tötges, que treballa per a un tabloide simplement conegut com El Diari. Katharina apareix als diaris quan la policia comença a investigar-la en relació amb Ludwig Götten, un home que acaba de conèixer, de qui s'enamora ràpidament, i a qui se l'acusa de ser anarquista, atracador de bancs i presumpte terrorista. La policia sospita que Katharina ajudava Götten.
Al llarg de la pel·lícula es posen a prova els límits de Katharina, i la seva dignitat, així com la seva cordura, es mantenen en la línia de la seva intenció per fer sentir la seva veu i conèixer la veritat. Després que Tötges visita la mare de Katharina, que es recupera de cirurgia a l'hospital, la seva mare mor. Ludwig és capturat; Katharina li havia permès amagar-se a la casa de camp d'Alois Sträubleder, un líder polític que la perseguia de manera romàntica i li havia donat la clau de la seva vila de camp. Resulta que Ludwig no era un atracador de bancs, sinó un desertor de la "Bundeswehr" que va robar la paga de dos regiments.
Incapaç de trobar justícia per si mateixa o assolir que la cobertura de premsa negativa s'aturi, Katharina assassina Tötges i el seu fotògraf. Katharina i Ludwig es veuen una vegada més, aferrats apassionadament l'un a l'altre quan passen al soterrani de la presó, on estan retinguts preventivament.
En un epíleg, al funeral de Tötges, el seu editor pronuncia un discurs hipòcrita sobre com el seu assassinat va ser un atemptat contra la democràcia i la llibertat de premsa. La imatge final de la pel·lícula és un bloc de text que apareix sobre la corona i el cofre funeraris de Tötges, enllaçant la representació d' El Diari al periodisme groc practicat pel tabloide alemany Bild-Zeitung. Aquest text apareix també al començament del llibre de Heinrich Böll. Es diu:
| « | Els personatges i l'acció d'aquesta història són purament ficticis. Si la descripció de certes pràctiques periodístiques resulti semblant a les pràctiques de Bild-Zeitung, aquesta semblança no és intencionada, ni fortuïta, sinó inevitable | » |

## Repartiment
- Angela Winkler – Katharina Blum
- Mario Adorf – Kommissar Beizmenne
- Dieter Laser – Werner Tötges
- Jürgen Prochnow – Ludwig Götten
- Heinz Bennent – Dr. Hubert Blorna
- Hannelore Hoger – Trude Blorna
- Rolf Becker – Prosecutor Hach
- Harald Kuhlmann – Moeding
- Herbert Fux – Weninger
- Regine Lutz – Else Woltersheim
- Werner Eichhorn – Konrad Beiters
- Karl Heinz Vosgerau – Alois Sträubleder
- Angelika Hillbrecht – Frau Pletzer
- Horatius Häberle – Prosecutor Dr. Korten
- Henry van Lyck – 'Scheich' Karl
- Stephanie Thönnessen – Claudia Sterm
- Peter Franke – Dr. Heinen

## Anàlisi
Produïda en una època de controvèrsia política a l'Alemanya Occidental i en una època en què els periodistes no s'aturaven davant res per fer-se un nom, la pel·lícula aprofundeix en les violacions dels drets humans en el que hauria de ser un país pacífic i democràtic, i enfoca sobre la naturalesa venjativa de la premsa i la tendència que te a propagar mentides i a distorsionar els fets. La pel·lícula també presenta una clara condemna a la col·lusió entre la policia i la premsa groga. A diferència de la novel·la, la pel·lícula acaba amb una escena en el funeral de Tötges, amb el seu editor fent una condemna hipòcrita de l'assassinat per infracció a la llibertat de premsa.
La pel·lícula estableix la seva preocupació amb els mitjans de comunicació en la seva escena d'obertura, que segueix un home (Götten) que està sent filmat i seguit. Tot i que només va passar una nit amb ell, la policia va atacar la casa de Katharina, així com la seva implicació amb Götten, es converteix immediatament en un espectacle mediàtic. Quan Katharina és alliberada perquè la policia no troba proves per retenir-la, camina entre una gran quantitat de periodistes que hi assenyalen càmeres i li criden preguntes. Intenta apartar la vista, però l'agent de policia que l'acompanya l'agafar pels cabells i la fa mirar a les llums intermitents i als rostres curiosos. Afirma que només estan fent la seva feina i que ella ha de respectar-ho.
La pel·lícula representa els mitjans de comunicació com a venedius i obsessionats amb l'escàndol. El Diari només publica conspiracions i ignora la veritat. El principal reporter, Tötges, sovint compon cites i distorsiona els fets per fer que la vida de Katharina s'ajusti a una narració d'una dona promiscua que ajuda i cobeja anarquistes i terroristes. És clar que als mitjans de comunicació no els interessa si és innocent o no. És una història, i aquest és el seu únic propòsit per a ells.
En una entrevista per la Criterion Collection DVD el 2003, Schlöndorff i altres membres de l'equip de rodatge defensen avui dia la rellevància de la pel·lícula, dibuixant una analogia entre el clima polític del pànic sobre el terrorisme de la dècada de 1970 a Alemanya Occidental i la situació de l'11 de setembre del 2001 als Estats Units, on es va utilitzar un bombo mediàtic no demostrat per llançar la invasió de l'Iraq.

## Context històric
Després del segrest i l'execució d'un líder corporatiu d'Alemanya Occidentals Hanns Martin Schleyer i diverses altres morts a les presons, la pel·lícula és un reflex dels conflictes a l'Alemanya Occidental durant els anys seixanta i setanta, època en què es produïen moviments estudiantils i lluita política. Els terroristes militants com la Fracció de l'Exèrcit Roig (el grup Baader-Meinhof) donaven la responsabilitat al govern i no van trigar gaire en impulsar les seves tendències violentes perquè els ciutadans posessin en qüestió als seus governs, ja que les reformes començaven a convertir-se en repressions. Algunes d'aquestes repressions van tenir conseqüències brutals i destructives, a les quals la pel·lícula s'oposa obertament. El terrorisme es va confondre amb el radicalisme i la por estava present a gairebé tots els ciutadans a causa de les reformes i repressions polítiques que va patir el país.
Aquest va ser un període en què la cobertura mediàtica es va expandir i el periodisme es va convertir en un dels millrs càrrecs que va tenir. Els periodistes es mostraven despietats en la seva excavació per presentar una història, com es reflecteix a la pel·lícula. La policia no tenia por de ser violenta, ja fos emocional o física. Els testimonis i els sospitosos rarament tenien veu. Alguns dels temes que explora la pel·lícula són el caràcter venjatiu dels mitjans de comunicació i la policia, així com l'abús de poder, la discriminació i els abusos emocionals.